# Chogo (König)
Chogo (* vor 166; † 214), auch Sogo oder Sokgo, war von 166 bis 214 der fünfte König von Baekje, einem der Drei Reiche von Korea.

## Herkunft
Chogo war ein Sohn von Gaeru und bestieg nach dem Tod seines Vaters in dessen 39. Herrschaftsjahr den Thron. In der mittelalterlichen Chronik Samguk Sagi, welche die Geschichte der Drei Reiche beschreibt, vermerkt üblicherweise, ob es sich um den ältesten oder den zweitältesten Sohn des vorangegangenen Königs handelte. Bei Chogo und seinem Vorgänger und Vater Gaeru, war dies jedoch nicht der Fall. Der Eintrag zur Thronbesteigung von König Goi, dem achten König von Baekje, wird er als jüngerer Bruder von Chogo und zweitgeborener Sohn von Gaeru bezeichnet. Da diese Thronbesteigung in das Jahr 234 datiert wird und Gaeru im Jahr 166 starb, wäre Goi bei der Thronbesteigung mindestens 68 Jahre alt gewesen und starb nach 53 Jahren Herrschaft im Alter von mindestens 121 Jahren.

## Einträge in der Samguk Sagi
Die Frühgeschichte Baekjes und Sillas wird von Historikern als mindestens teilweise fiktional angesehen, da die einzigen schriftlichen Quellen zu diesen Königen erst hunderte von Jahren später geschrieben wurden und keine archäologischen Beweise existieren. Die ausführlichste und älteste Quelle bildet die Samguk Sagi. Laut ihr hat Chogo im Jahr 166 den Thron bestiegen, als Baekje sich bereits im Krieg mit dem Königreich Silla befand. Sein Vater König Gaeru hatte im Winter 165/166 dem Achan (Rang) Gilseon (길선, 吉宣) aus dem Reich Silla Zuflucht gewährt, nach dem dieser dort einen Putsch geplant hatte.
Die meisten Einträge in der Samguk Sagi über seine Herrschaftszeit beinhalten Berichte über diesen Konflikt mit Silla. So hätten im Jahr 167 zwei heimlich losgeschickte Armeen von Baekje, zwei Festungen in Silla überrannt und über 1.000 Männer und Frauen gefangen genommen. Daraufhin sendete König Adalla von Silla eine Armee mit 20.000 Soldaten, um Baekje anzugreifen und übernahm selbst die Kontrolle über 8.000 Elitekavalleristen und folgte seiner Hauptstreitmacht. Sie gelangten bis zum Han-Fluss, bevor Chogo entschied alle Gefangenen freizulassen, da seine Truppen diese Übermacht nicht zurückschlagen konnten.
Der Eintrag zum Überfall auf die Festungen ist vermutlich ein Ereignis, das deutlich später stattfand und leicht angepasst in die Baekje- und Silla-Annalen in der Samguk Sagi importiert wurde. Die beiden Annalen widersprechen sich auch in der geographische Verortung, da in den Baekje-Annalen der Samguk Sagi steht, dass die Armeen „bis zum Hangang“ gelangten und in den Silla-Annalen König Adalla „vom Hangang“ zur Hauptstreitmacht stieß. Eine Erklärung dafür könnte sein, dass es sich zwar bei beiden um den Han-Fluss handelt, die Baekje-Annalen jedoch vom Unterlauf und die Silla-Annalen vom Oberlauf oder einem Zufluss sprechen.
Neben weiteren Einträgen zum Konflikt über verschiedene gewonnene und verlorene Feldzüge gegen Festungen werden drei Sonnenfinsternisse erwähnt (170, 189 und 212). Diese wurden vermutlich aus der Hou Hanshu übernommen und waren von der koreanischen Halbinsel nicht sichtbar. Auch andere astronomische Einträge sind heute wissenschaftlich widerlegt und wurden auch in keinen chinesischen Aufzeichnungen gefunden.
Ab 210 gibt es mehrere Einträge, in denen über Konflikte mit den Malgal berichtet wird. Es ist jedoch unklar, wer diese Malgal waren, da dies eine Bezeichnung für Völker aus der heutigen Mandschurei ist, welche erstmals aus dem 7. Jahrhundert aus chinesischen Quellen bekannt sind. Die südlichste bekannte Ausbreitung dieser Gruppen liegt in der heutigen nordkoreanischen Provinz Hamgyŏng-namdo und somit deutlich zu weit nordöstlich, um an Baekje zu grenzen. Vermutlich sind eigentlich die Ye oder Dongye (zu dt. „Östliche Ye“) der koreanischen Ostküste gemeint.
Für den Zeitraum von 171 bis 186 gibt es keine Einträge in den Baekje-Annalen. Dies ist der drittlängste Unterbruch nach einem Unterbruch von 27 Jahren während Gaerus Herrschaft und 18 Jahren während der Herrschaft des 13. Königs von Baekje Geunchogo. Johnathan W. Best vermutet hierbei einen weiteren Hinweis für die Fiktionalität der frühen Baekje-Herrscher gefunden zu haben, da Chogo und Geunchogo eine solche Lücke teilen und ebenso Gaeru mit dem späteren 21. König von Baekje Gaero. Geunchogo wird von Best auch als eigentlicher König Chogo betrachtet, da „Geungchogo“ so viel wie „Chogo II.“ oder „aktueller Chogo“ bedeutet und Geungchogo in mehreren japanischen Quellen als „König Chogo“ bezeichnet wird.

## Tod
Im Winter 214 verstarb Chogo und sein ältester Sohn Gusu übernahm den Thron.